# Oskar Hackman
Walter Oskar Hackman, född 27 juli 1868 i Viborg, död 26 november 1922 i Helsingfors, var en finlandssvensk folklorist. Han var son till konsul Valdemar Hackman och Emilie Krohn.
Hackman blev filosofie doktor 1905 och ägnade sig främst åt att forska om den finlandssvenska folksagan. Bland annat gav han ut en banbrytande typkatalog. Han var bror till geologen Victor Hackman och arkeologen Alfred Hackman.